# Вила „Йосиф Модиано“
 Тази статия е за вилата на индустриалеца Йосиф Модиано.  За вилата на банкера Яков Модиано вижте Вила „Яков Модиано“.  
Вила „Йосиф Модиано“ (на гръцки: Βίλα Γιοσέφ Μοδιάνο) е историческа постройка в град Солун, Гърция. Днес в нея се помещава част от Първа мъжка солунска гимназия.

## Местоположение
Сградата е разположена в южния квартал Пиргите, на булевард „Василиса Олга“ № 5.

## История
В 1899 година индустриалецът Йосиф Модиано купува парцела и първоначално построява копринена фабрика, а по-късно и двуетажна вила като дом за семейството си. Модиано и Алатини са най-богатите и влиятелни еврейски семейства в Солун и заедно контролират по-голямата част от търговията в града. След смъртта на Йосиф Модиано, къщата преминава към наследниците му. След 1918 година вилата служи за нуждите на Първа мъжка солунска гимназия като помощна сграда. В 1931 година е продадена на Яков Молхо.
По време на Втората световна война сградата е във владение на окупационната администрация. След войната сградата е предадена на гръцкото правителство. Между 1946 и 1958 година във вилата са настанени 15 – 22 бежански семейства. След 1960 година стената, която разделя Вила „Модиано“ от съседната Хаджимишева къща, която е основната сграда е Първа солунска мъжка гимназия, е разрушена. След това фабриката за коприна и оранжерията, които са зад къщата, са разрушени.
Вила „Йосиф Модиано“ пострадва силно по време на Солунското земетресение от 1978 година и е евакуирана. В 1997 година Първа солунска мъжка гимназия е върната в Хаджимишевата къща, където се намира до днес. В 2014 година започва реставрацията на дотогава запуснатата Вила „Йосиф Модиано“. Ремонтът е мащабен, тъй като таваните са се срутили и стълбите и подовете не съществуват. През март 2016 година вилата е възстановена. Гимназията заема отново и Вила „Йосиф Модиано“.

## Архитектура
В архитектурно отношение е правоъгълна сграда, състояща се от полусутерен и два етажа. Има 15 стаи и 3 дневни, използвани за настаняване на семейството. Сградата е симетрична по отношение на двете оси, а вертикалната ос е подчертана от входа и вътрешния балкон с балюстрада. Псевдоколони с коринтски капители подчертават ръбовете на обемите на сградата, а в нейния край има периметрен корниз с вграден парапет. Вътре има прекрасни стенописи и таванни картини, които са свалени, изпратени в Атина за реставрация и върнати на мястото им. Всяка стая има различна тема на декорация и се предполага, че художникът не е използвал модели за своя дизайн.